# Binnie Kirshenbaum
Binnie Kirshenbaum (* 1964) ist eine US-amerikanische Autorin. Sie ist seit 2003 Professorin für Kreatives Schreiben an der School of the Arts der Columbia University und lebt in New York City.

## Leben und Werk
Kirshenbaum wurde als Tochter jüdischer Einwanderer geboren. Sie studierte am Brooklyn College und an der Columbia University. 1990 veröffentlichte sie ihren ersten Band mit Kurzgeschichten und 1992 ihren ersten Roman (On Mermaid Avenue). Seither hat sie fünf weitere Romane und einen Erzählungsband mit weiblichen – meist jüdischen – Hauptfiguren und oft tragikomischer Handlung veröffentlicht. Ihre Frauengestalten sind sexbesessen, politisch unkorrekt, aber sie leiden an ihren Liebesaffären und an ihrer Einsamkeit. Trauer, Frustration und Komik wechseln oft unvermittelt ab.
Hester Among the Ruins (2002; deutsch: Entscheidungen in einem Fall von Liebe, 2003), eine Liebesgeschichte „zwischen Opfertochter und Tätersohn“ im Schatten des Zweiten Weltkriegs, wurde für den American Jewish Book Award nominiert. Dieses Buch kommentiert Kirshenbaum für den deutschen Leser wie folgt: „Irgendwann bekommt er mit, daß Humor im Spiel ist. Er beginnt zögernd zu lachen [...] Das Falsche [...] an der gebeugten Haltung, das den Holocaust zum nationalen Erbe der Deutschen macht, gehört denunziert. Ich stelle den Leser auf ein Schüttelrost und er wird als ein Anderer heruntersteigen.“
Zweimal erhielt Binnie Kirshenbaum den Book Critics′ Choice Award. Ihre Arbeiten, die in acht Sprachen übersetzt wurden, sind auch in Zeitschriften und Anthologien vertreten.

## Bibliografie
- Married Life and Other True Adventures (Erzählungen, 1990)
  - Deutsch: Ich liebe dich nicht und andere wahre Abenteuer. Übersetzt von von Christine Gross. dtv, München 1994, ISBN 3-423-11888-1.
- On Mermaid Avenue (Roman, 1992)
  - Deutsch: Ich, meine Freundin und all diese Männer. Übersetzt Barbara Ostrop. dtv, München 1997, ISBN 3-423-24101-2.
- A Disturbance in One Place (Roman, 1994).
  - Deutsch: Kurzer Abriss meiner Karriere als Ehebrecherin. Übersetzt von Barbara Ostrop. dtv, München 1996, ISBN 3-423-12135-1[2].
- History on a Personal Note (Erzählungen, 1995)
- Pure Poetry (Roman, 2000)
  - Deutsch: Als hielte ich deinen Atem an. Übersetzt von Barbara Ostrop. Hoffmann und Campe, Hamburg 2000, ISBN 3-455-03745-3.
- Hester Among the Ruins (Roman, 2002)
  - Deutsch: Entscheidungen in einem Fall von Liebe. Übersetzt von Patricia Reimann. dtv, München 2003, ISBN 3-423-24347-3.
- An Almost Perfect Moment (Roman, 2004)
  - Deutsch: Ein fast perfekter Augenblick.Übersetzt von Patricia Reimann. dtv, München 2005, ISBN 3-423-24490-9.
- The Scenic Route (Roman, 2009)
  - Deutsch: Die Geschichte von Henry und mir. Übersetzt von Barbara Ostrop. dtv, München 2010, ISBN 978-3-423-24791-7.
- Rabbits for Food (Roman, 2019)

Deutsche Ausgaben:
- Keinen Penny für nichts. Erzählungen. Übersetzt von Patricia Reimann. dtv, München 1998, ISBN 3-423-24128-4.
- Kleine Philosophie der Passionen: Flohmärkte. Übersetzt von Lutz-W. Wolff. dtv, München 2003, ISBN 3-423-20610-1.